# De rozen van Heliogabalus

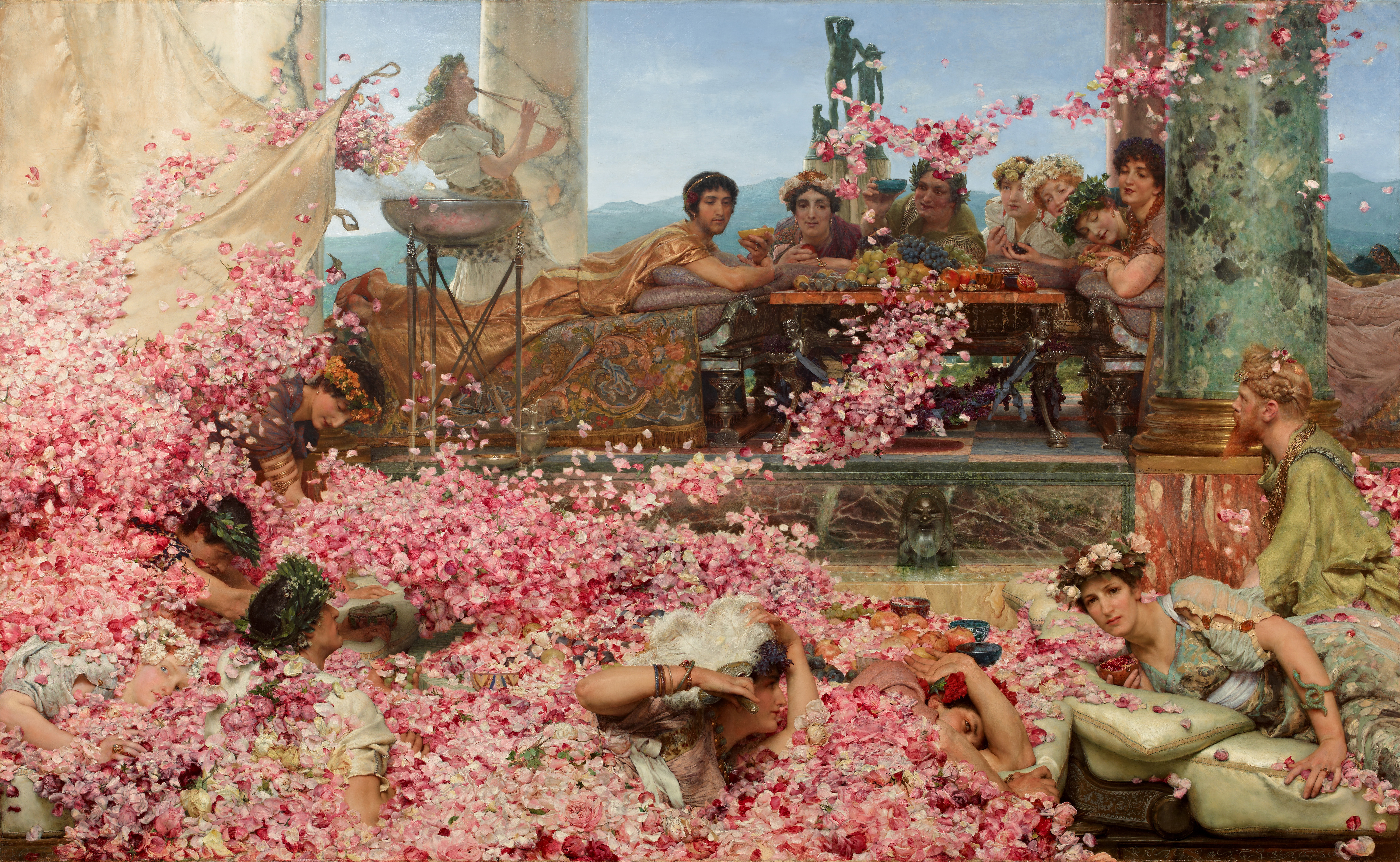
De rozen van Heliogabalus door Alma-Tadema (1888), olieverf op canvas.

De rozen van Heliogabalus is een beroemd schilderij uit 1888 van de Brits-Nederlandse victoriaanse schilder Lourens Alma Tadema op basis van een waarschijnlijk apocriefe episode (het verhaal stamt uit de Historia Augusta) uit het korte leven (204-222) van de Romeinse keizer Elagabalus, die ook bekendstaat als Heliogabalus. Elagabalus wordt afgebeeld terwijl hij probeert zijn nietsvermoedende gasten te smoren onder een lawine van rozenblaadjes, die worden losgelaten uit verlaagde plafonds.
In zijn aantekeningen bij de Historia Augusta noteerde Thayer dat "Nero dit ook deed (Suetonius, Nero, xxxi), en in Petronius, Sat., Lx . "(Satyricon) wordt een vergelijkbaar plafond in het huis van Trimalchio beschreven.
Het doek meet 214 bij 132 cm; een verhouding die de gulden snede: 1.618:1 benadert.
De afgebeelde bloesems werden in de winter van 1887-1888 gedurende vier maanden wekelijks van de Côte d'Azur per spoor naar het atelier van de kunstenaar in Londen verstuurd. Nog maanden nadat het schilderij voltooid werd, vond Alma-Tadema verdroogde rozenblaadjes in zijn atelier. 
Het schilderij werd tentoongesteld op de tentoonstelling van de Royal Academy van 1888. Tot vlak voor het aanbrengen van de vernislaag bleef Alma-Tadema bezig met het aanbrengen van hoogtepunten. 
Het schilderij is in particuliere handen. Alma-Tadema verkocht het schilderij aan het Britse parlementslid John Aird, voor de som van £ 4.000. Dat vertegenwoordigt in geld van 2012 een waarde van zeker 100.000 euro. 
Nadat Alma-Tadema na de Eerste Wereldoorlog door de opkomst van het modernisme uit de mode raakte, daalde ook de waarde van dit schilderij. In 1934 werd De rozen van Heliogabalus verkocht voor 483 pond en in 1960 was het werk waarop Heliogabalus zijn dinergasten onder duizenden exact geschilderde rozenblaadjes verstikt nog 105 pond waard. Sindsdien is de waarde gigantisch gestegen. In 1991 bracht een schets op een veiling in Londen meer dan 20.000 pond op. Het schilderij werd in 1993 voor iets meer dan 1,6 miljoen pond geveild door Christie's.  

## Voetnoten
1. ↑  Historia Augusta, Life of Elagabalus 21 "In een banket-kamer met een omkeerbare plafond bedolf hij ooit zijn parasieten onder viooltjes en andere bloemen, zodat sommigen daadwerkelijk zijn gestikt, niet in staat zijnde om er bovenuit te kruipen."
2. ↑  Opmerking van Thayer over de Historia Augusta, Life of Elagabalus noot 84